# Großes Heiliges Kreuz

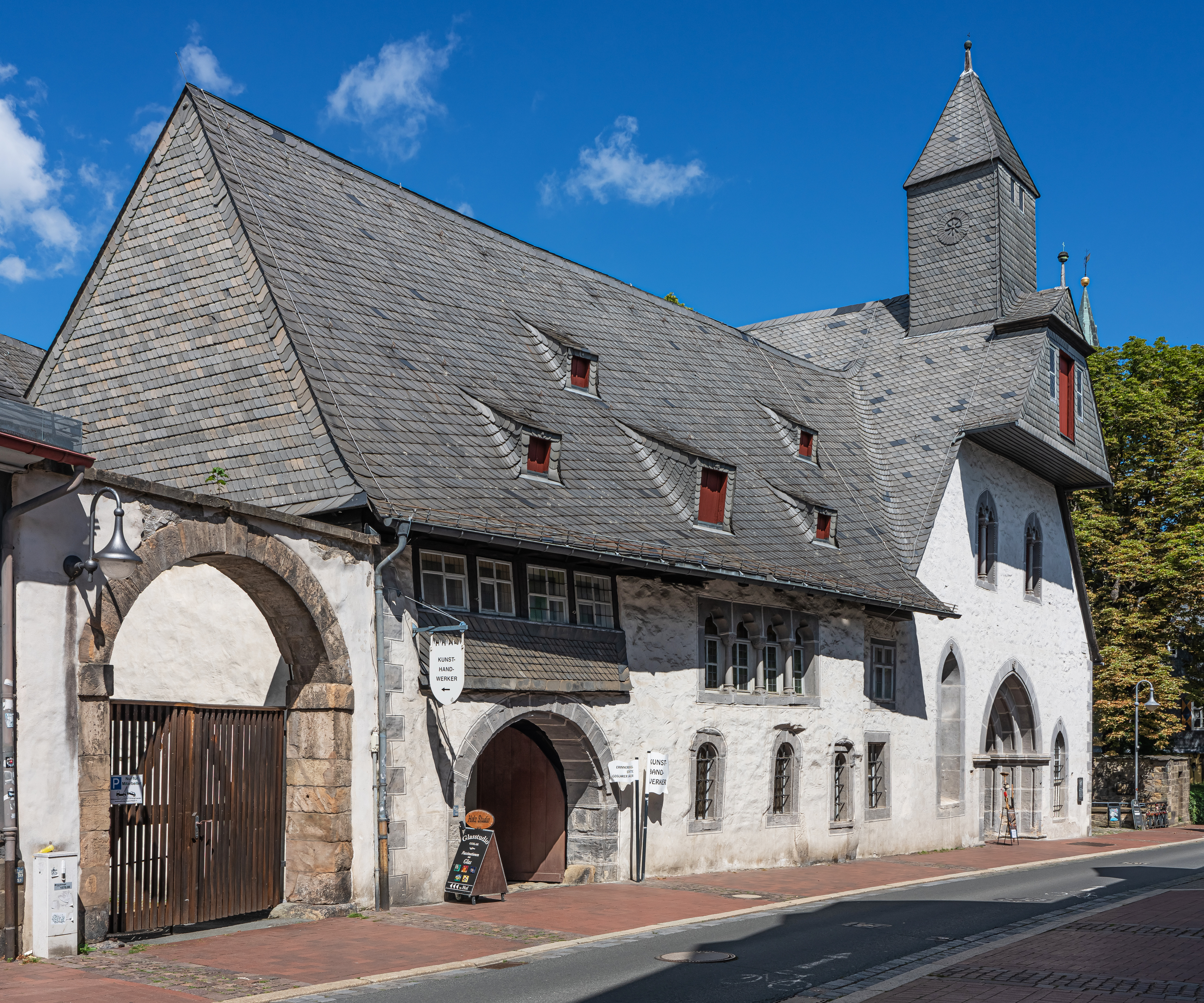
Gebäude „Großes Heiliges Kreuz“, Goslar

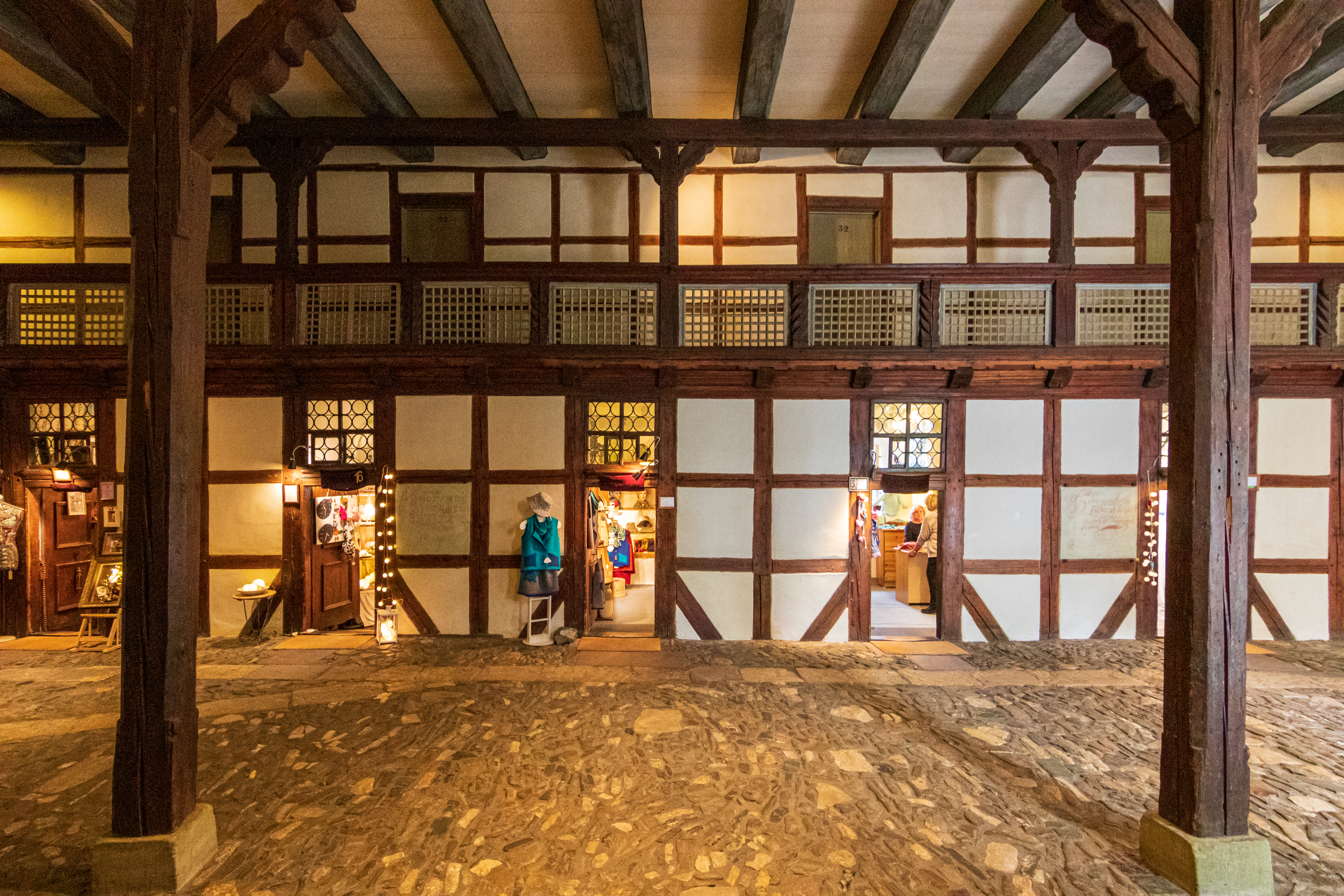
Hauptdiele

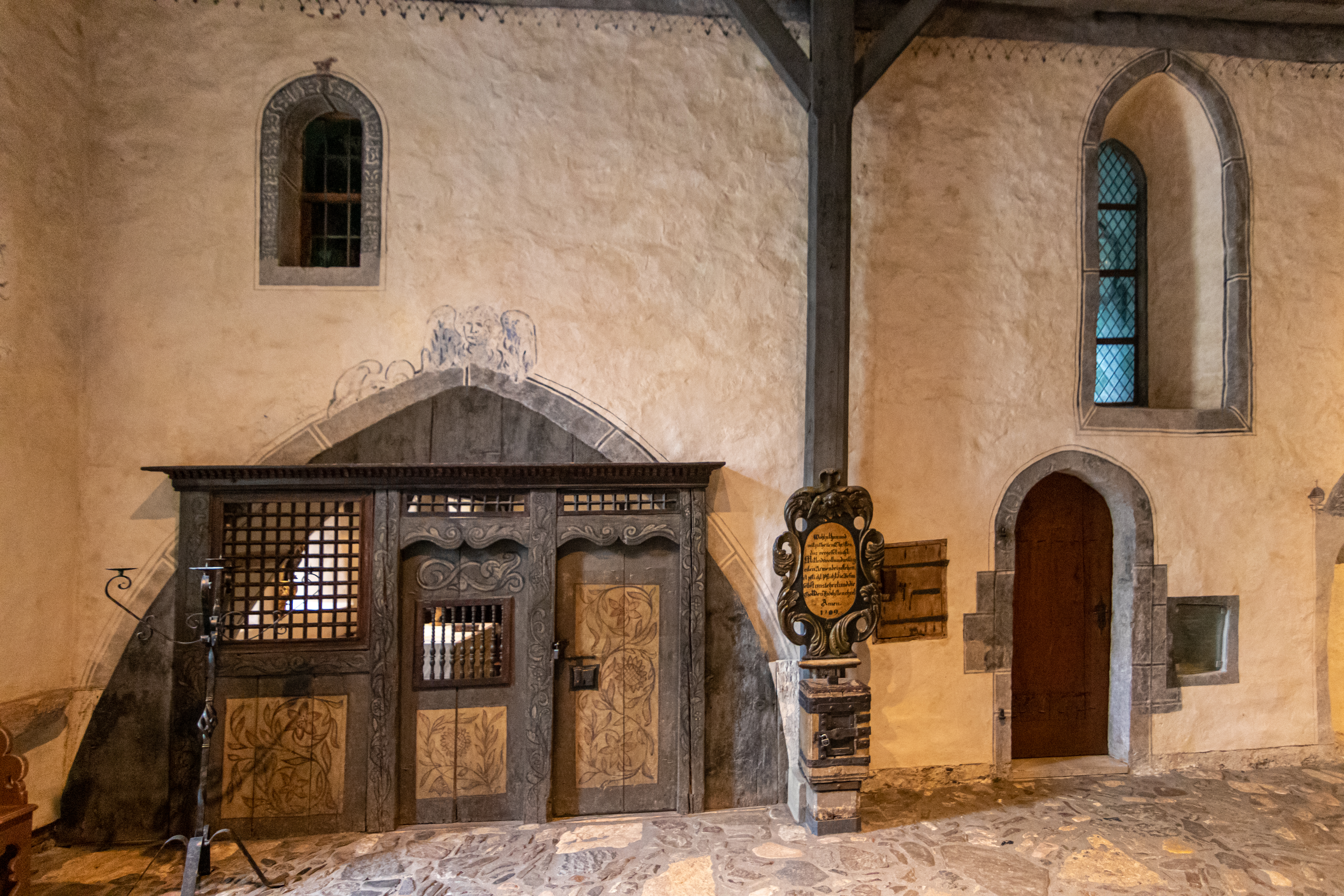
Kapelle „Johannes der Täufer“

Das Bauwerk Großes Heiliges Kreuz in Goslar wurde 1254 als Hospiz errichtet und bot Bedürftigen, Gebrechlichen und Waisen, aber auch Pilgern und anderen Durchreisenden ein Nachtlager und Versorgung mit Nahrung.
Das Große Heilige Kreuz ist die älteste erhaltene bürgerliche Anlage in Deutschland. Sie wurde mit der politischen Absicht gegründet, die Deutschordensritter mit ihrem Hospital aus der Stadt zu verdrängen. Für den Bau des mächtigen Hallengebäudes wurde ein Grundstück der damaligen Ritterkurie genutzt. 1650 wurden in der Däle die kleinen „Pfründnerstübchen“ errichtet, die Platz für ein Bett, einen Schrank und einen kleinen Tisch für die Bewohner des Stifts boten. Heute sind in diesen acht Stübchen Kunsthandwerker angesiedelt, die ihre Werke dort anbieten. Neben den Kunsthandwerkern sind in zwei Kammern der Däle Ausstellungen zur Geschichte des Hauses und zum Hospitalwesen untergebracht.
Viele romanische Bauteile wie Fenster und die Kapelle, die Johannes dem Täufer gewidmet wurde, sind heute noch erhalten. Das Besondere ist, dass sich moderne Altenwohnungen heute in einem Seitenflügel befinden, und so erfüllt das Bauwerk 750 Jahre nach der Gründung noch immer seine soziale Aufgabe.
Im Obergeschoss in einem weiteren Seitenflügel des Gebäudes, der 1230 erbauten Kemenate, ist die vom Hof aus zugängliche Sammlung zur Geschichte des Goslarer Jägerbataillons zu sehen. Die Ausstellung gilt als das Militärhistorische Museum der Stadt Goslar.
Das Große Heilige Kreuz wird auch ganzjährig für Veranstaltungen genutzt. Im September findet hier u. a. das Mordsharz-Festival statt.